# 砂分離器

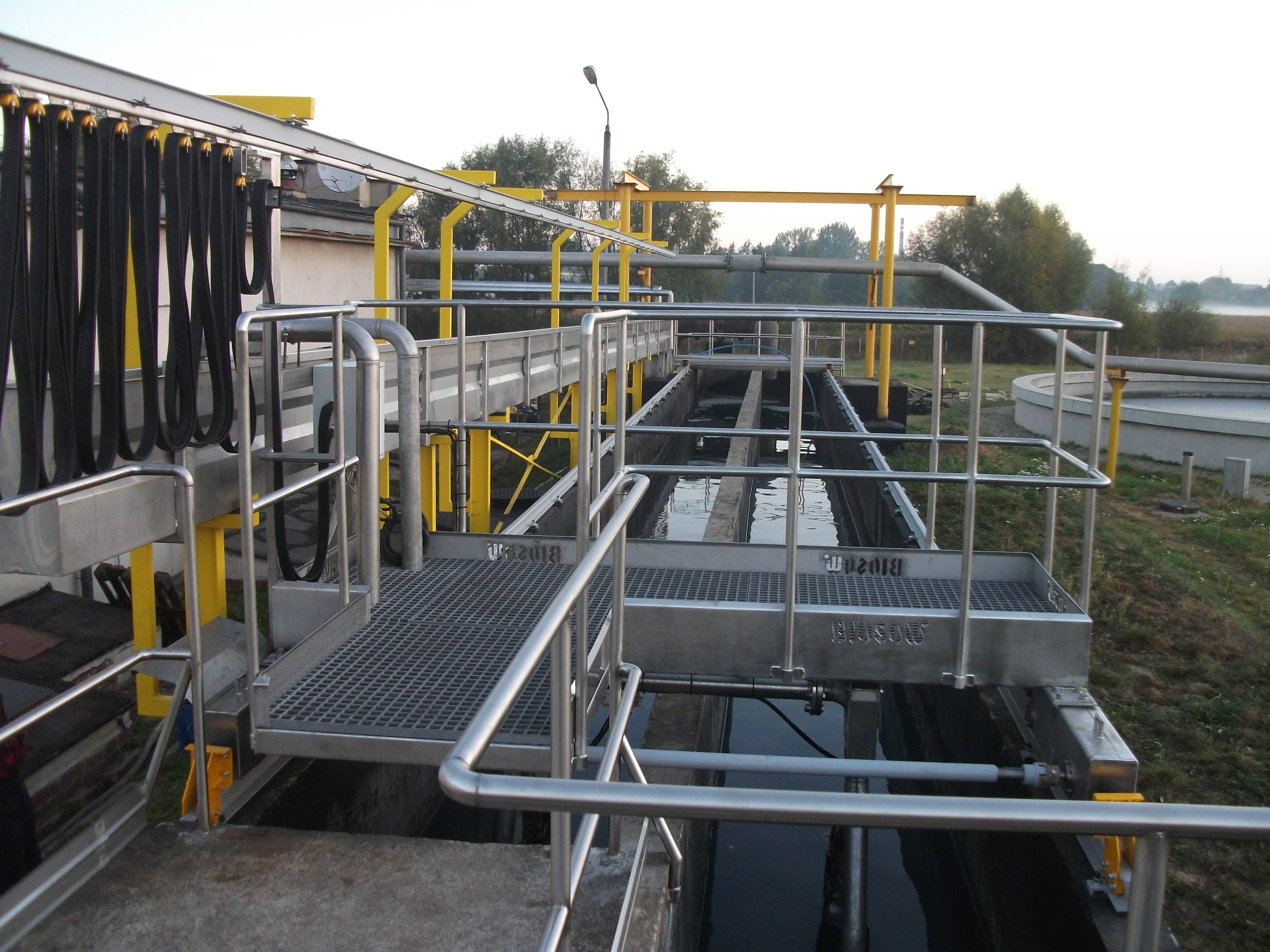
砂分離器 - ヴィエルニ, (ポーランド).

砂分離器 (英語:Sand separator)とは砂や他の固形物を水から分離する装置である。
砂分離器の一形態として砂や他の重い粒子を水から分離するために遠心力を用いる。分離された水はタンクや貯水槽に送られる。分離された砂は井戸の底に入れられる。
これは正しくはフィルターではなく物理的な隔壁を持たずに粒子を分離するがフィルターの上流から最初に不純物を除く為にしばしば使用され最終的にろ過される。この形式はフィルターを洗浄する時間を節約する事に適している。

## 用途
- 小規模な灌漑施設では砂や泥の粒子を灌漑水から除去する為に使用される。

## 関連分野
- ハイドロサイクロン
- 粉体分離器